# Halysja
Halysja (vitryska: Галыша) är ett vattendrag i Belarus.   Det ligger i voblasten Mahiljoŭs voblast, i den nordöstra delen av landet, 230 km öster om huvudstaden Minsk.
Omgivningarna runt Halysja är en mosaik av jordbruksmark och naturlig växtlighet. Runt Halysja är det ganska glesbefolkat, med 39 invånare per kvadratkilometer.